# Loromontzey
Loromontzey – miejscowość i gmina we Francji, w regionie Grand Est, w departamencie Meurthe i Mozela.
Według danych na rok 1990 gminę zamieszkiwało 91 osób, a gęstość zaludnienia wynosiła 12 osób/km² (wśród 2335 gmin Lotaryngii Loromontzey plasuje się na 954. miejscu pod względem liczby ludności, natomiast pod względem powierzchni na miejscu 783.).

## Populacja

Populacja Loromontzey w latach 1962–2008